# Каморра

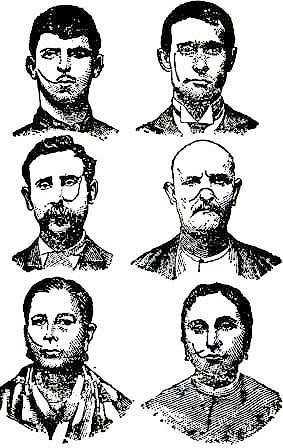
Члени Каморри, 1906 рік

Каморра (італ. Camorra) — італійське мафіозне угрупування, створене 1820 року в Неаполітанському королівстві для вчинення шахрайств, вбивств і грабежів у політичних цілях. Наприкінці XIX століття діяла в США, але пізніше влилася в загальне русло італо-американської мафії.

## Походження
За однією з версій, Каморра була заснована в Неаполі в XVI столітті і була пов'язана зі секретними спільнотами іспанців, які тоді займали територію Кампанії. За іншою, Каморра розвинулася з дрібних кримінальних угруповань, які діяли в бідних районах Неаполя у XVIII столітті.
Слово «каморра» з'явилося у XVIII столітті і, скоріш за все, було утворене злиттям слів «капо» — бос і «морра» — назва забороненої вуличної гри. Перший знаний прояв активності Каморри датується кінцем XVIII століття — початком XIX століття, коли в Неаполі панувало безвладдя, спричинене боротьбою Неаполітанської республіки з династією Бурбонів. Першу офіційну згадку про організацію відносять до початку XIX століття, коли поліції вдалося знайти письмові документи, які регулювали діяльність деяких кланів мафії.
За легендою, Каморру заснував іспанський лицар Мастроссо, який відсидів у в'язниці 29 років, 11 місяців і 29 днів разом з двома лицарями: Оссо і Carcagnosso. Причина їхнього ув'язнення на такий тривалий час — вбивство кривдника.

## Структура
Каморрою зазвичай називають єдину кримінальну організацію, подібну сицилійській мафії. Насправді ж структура Каморри дуже складна, вона включає багато кланів, які різняться силою, впливом, організаційними можливостями, економічними амбіціями та кримінальними стратегіями. Ці клани не є централізованими — вони підтримують між собою дуже хиткі мирні відносини, які в будь-який момент можуть порушитися і призвести до жорстоких та кривавих конфліктів — «війн Каморри». У різні роки кількість жертв цих «війн» була різною, іноді доходячи до кількох сотень загиблих.
Відсутність централізованого управління надає Каморрі гнучкості. Наприклад, вона не така чутлива до арештів «верхівок» кланів, як інші організовані злочинні угрупування. Спроби деяких авторитетних кримінальних лідерів об'єднати клани і створити «Нову Каморру», які чинили в 1970—1980-х рр., не були успішними. Більше того, наявна тенденція до проліферації кланів. За даними МВС Італії 1983 року кількість угруповань була близько десяти, вже 1987 року ця цифра зросла до 26, а ще через рік до 32 кланів. Нині нараховують близько 100 кланів Каморри, які діють тільки на території Неаполя та найближчих міст. Загальна кількість кланів, які діють на територіях таких країн як Італія, Франція, Нідерланди, Домініканська республіка, Бразилія нараховує близько 200 — у кланах зайняті тисячі людей.
За деякими даними загальний дохід Каморри складає близько 12,5 млрд. євро на рік. Основна активність її кланів лежить у сферах наркоторгівлі, нелегальної комерції, проституції і торгівлі зброєю.